# كلوريد الهافنيوم الرباعي
 كلوريد هافنيوم رباعي مركب كيميائي له الصيغة HfCl4، ويكون على شكل بلورات عديمة اللون.

## الخواص
- يتفاعل كلوريد الهافنيوم الرباعي مع الماء عند التماس معه (تفاعل حلمهة)، حيث يحرر غاز كلوريد الهيدروجين. غالباً ما تكون العينات المتقادمة منه مشوبة بأوكسي الكلوريد، والتي تكون عديمة اللون أيضاً.
- يشكل كلوريد الهافنيوم الرباعي معقداً مع رباعي هيدرو الفوران، ينحل في أغلب المحلات العضوية، مما يسهل من تفاعل المعقد بشكل أكبر.[3]

HfCl4  +  2 OC4H8  →  HfCl4(OC4H8)2
- يمكن اختزال كلوريد الهافنيوم الرباعي بواسطة سبيكة صوديوم بوتاسيوم NaK، وذلك إلى ملح معقد من أملاح الهافنيوم الثلاثي له لون أخضر غامق.[4]

2 HfCl4 + 2 K  +  4 P(C2H5)3   →   Hf2Cl6[P(C2H5)3]4 + 2 KCl
يكون لبلورات المعقد الناتج Hf2Cl6[P(C2H5)3]4 خاصة مغناطيسية معاكسة، وأظهرت دراسة البلورات بالأشعة السينية أن له بنية ثماني الوجوه مضاعفة ومشتركة بالضلع، وذلك بشكل مشابه للمقبل الزركوني. 
- يمكن لكلوريد الهافنيوم أن يخضع لتفاعل غرينيار من أجل استبدال ربيطات الكلور وذلك في وسط جاف من ثنائي إيثيل الإيثر:[5]

RMg-X  + HfCl4  → HfX4

## التحضير
يمكن لكلوريد الهافنيوم الرباعي أن يحضر بعدة طرق وذلك إما بتفاعل رباعي كلوريد الكربون مع أكسيد الهافنيوم الرباعي عند درجات حرارة تتجاوز 450° س،  أو بكلورة مزيج من أكسيد الهافنيوم بوجود فحم الكربون فوق 600°س،  أو بكلورة كربيد الهافنيوم فوق 250°س.
HfO2 + 4Cl + C →  HfCl4 + CO2

## الاستخدامات
- يعد كلوريد الهافنيوم الرباعي كبادئة (ركازة) لتحضير العديد من مركبات الهافنيوم العضوية المستخدمة في بلمرة الألكينات، وخاصة البروبيلين.[9] وذلك مثل رباعي بنزيل الهافنيوم.
- بسبب كونه من أحماض لويس، فإن لكلوريد الهافنيوم الرباعي تطبيقات عديدة في الاصناع العضوي. فعلى سبيل المثال فإن ألكلة الفرّوسين تجري باستخدام كلوريد الهافنيوم بشكل أعلى كفاءة من استخدام كلوريد الألومنيوم كحفاز للتفاعل، حيث يقلل الحجم الكبير لذرات الهافنيوم من إمكانية تشكيل معقد مع الفروسين.[10] وفي مثال آخر وجد أن كلوريد الهافنيوم الرباعي يزيد من معدل سرعة تفاعل إضافة حلقية 3,1-ثنائية القطبية.[11]